# Osredek Desinićki
Osredek Desinićki is een plaats in de gemeente Desinić in de Kroatische provincie Krapina-Zagorje. De plaats telt 51 inwoners (2001).